# Cepillo sacapelo

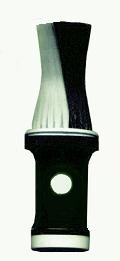
Cepillo sacapelo (herramienta del peluquero).

El Cepillo sacapelo, usualmente llamado sacapelo a secas, es una herramienta para uso del profesional peluquero, que cumple la finalidad de retirar los restos de cabello que le han sido cortados al receptor del servicio.

## Otras aplicaciones del cepillo
Además de utilizarse para los fines comentados al inicio del presente artículo, el sacapelo (como es el caso del modelo de la ilustración) posee dentro del mango una cámara que sirve para colocar talco desde la parte inferior, donde cuenta con una tapa que se ajusta a rosca o presión para permitir que dicho mineral quede bien atrapado dentro del receptáculo.
En forma intercalada y en el mismo lugar donde se halla asentada la cerda del cepillo hay unos pequeños orificios desde donde se va soltando el talco, cuando se hace presión sobre un botón que hay en su mango y que se puede observar en el modelo presentado. Esta aplicación se usa cuando se pasa el cepillo sobre partes donde se ha cortado o rasurado muy a ras de la piel, permitiendo aliviar la posible irritación que suele aparecer en tales circunstancias.

## Materiales de construcción
En estas épocas modernas y por una cuestión de economía y practicidad, se suelen fabricar en material plástico; y la supuesta cerda también es reemplazada por finas hebras de nylon.
Sin embargo hay modelos de muy fina y artesanal confección que se fueron realizando a partir del comienzo de su uso en la peluquería.
Por ejemplo con mangos de nácar, plata, marfil, bronce, aluminio, madera, madera labrada, etcétera.

## Mantenimiento
Por su aplicación directa sobre la piel de las personas, al igual que por su uso para arrastrar cabellos cortados que han quedado en el peinador (protección de tela que se coloca sobre las ropas del cliente o parroquiano); es muy conveniente efectuar su esterilización con excesiva frecuencia.

## Usos en otras actividades
Son muy utilizados por los peluqueros dedicados a los animales domésticos (más comúnmente los perros o canes), pero suelen ser de tamaño más grande y de mayor ancho en lo que concierne a la superficie de sus cerdas.
- Datos: Q5762398